# Markus Reinhardt

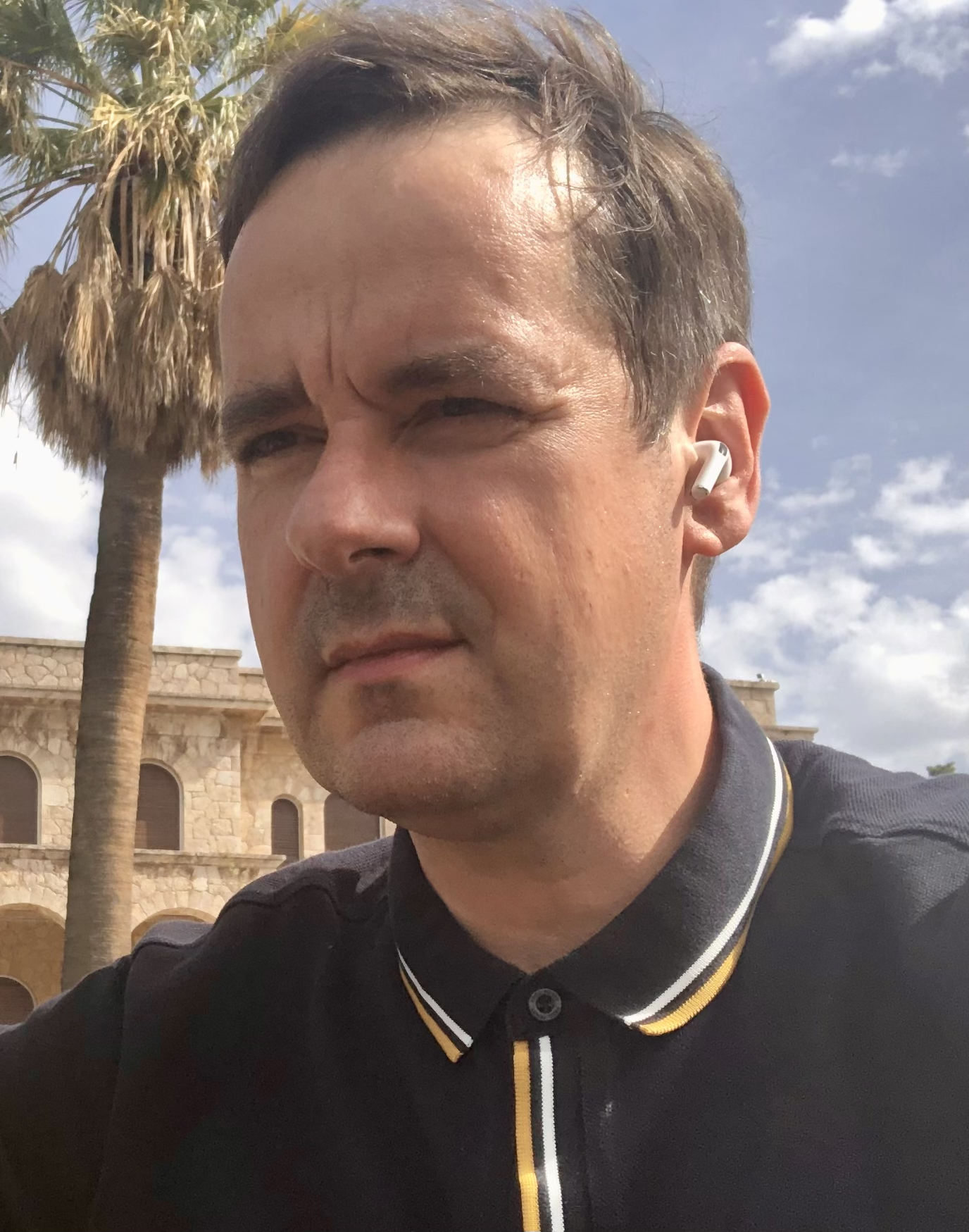
Markus Reinhardt (2021)

Markus Reinhardt ist ein deutscher Musiker, Songwriter und Musikproduzent, der u. a. durch seine Mitwirkung beim Synthiepop-Duo Wolfsheim bekannt wurde.

## Leben
Reinhardt ist im Hamburger Stadtteil Wilhelmsburg aufgewachsen. Er besuchte dasselbe Gymnasium wie sein späterer Wolfsheim-Partner Peter Heppner. Die beiden lernten sich im gemeinsamen Kunstkurs kennen. 1991 brach Reinhardt sein Studium aufgrund des großen Erfolges der Wolfsheim-Single The Sparrows and the Nightingales ab.

## Musikalische Karriere

### Wolfsheim (1987–2004)
Reinhardts Karriere bei Wolfsheim begann 1987 als Gründungsmitglied neben Pompejo Ricciardi. Nachdem im selben Jahr Pompejo Ricciardi und der kurzfristig in die Band eingestiegene Oliver Reinhardt die Band verließen, bildete sich mit dem Ersatzmann Peter Heppner das Duo Wolfsheim. Schnell spielten die beiden sich so ein, dass Reinhardt für die Musik zuständig ist und Heppner für die Texte. Den ersten richtigen Erfolg konnte Wolfsheim mit der Maxi-Single The Sparrows and the Nightingales verbuchen, welche 1991 erschien und sich zu einem europaweiten Clubhit entwickelte. Nach mehreren Alben und Tourneen, erreichte Wolfsheim 1998 mit ihrem vierten Studioalben Spectators Platz zwei der Charts. Dieser Erfolg konnte mit dem folgenden Album Casting Shadows 2003 noch getoppt werden, welches sich auf Platz eins der deutschen Albumcharts platzierte. Anfang 2007 versuchte Reinhardt seinen langjährigen Bandkollegen Heppner aus dem gemeinsamen Bandprojekt Wolfsheim auszuschließen und klagte zu diesem Zweck vor dem Landgericht Hamburg. Die Klage wurde jedoch abgewiesen, ebenso die Revision vor dem zuständigen Oberlandesgericht. Heppner betonte wiederholt in Interviews, dass er auch weiterhin sehr an einer Fortführung von Wolfsheim interessiert sei. Seither gibt es keine weitere Aktivität von Wolfsheim mehr.

### Nefkom (1993–1994)
1993 gründete Reinhardt zusammen mit dem Girls-Under-Glass-Mitglied Axel Ermes das gemeinsame Duo Nefkom. Am 26. März 1993 veröffentlichte das Duo die EP Transit und 1994 die Maxi-Single Da Da Da, eine Kollaboration mit DJ Ghandi.

### Neustart (1997)
1997 gründete Reinhardt mit Axel Ermes und Christoph Bolwin das Electronic-Trio Neustart. Am 21. März 1997 veröffentlichte das Trio das einzige Album Der genetische Traum. Eine Singleveröffentlichung blieb aus.

### Care Company (2001)
2001 gründete Markus Reinhardt mit dem damaligen Wolfsheim-Produzenten José Alvarez-Brill und dem Gitarristen von Project Pitchfork Carsten Klatte das Synthie-Pop-Trio Care Company. Daraus folgte das Album In the Flow mit den Singleauskopplungen Gain Again, Untitled und Dolphins.

### Comfortable Cave Goodbye (2010)
2010 gründete Reinhardt zusammen mit Pascal Finkenauer das Projekt Comfortable Cave Goodbye. Im gleichen Jahr veröffentlichten sie die erste und bislang einzige Maxi-Single Travel in Time.

### Renard (2020)
2020 veröffentlichte Reinhardt als Renard das Soloalbum Waking Up in a Different World, auf dem er unter anderem mit Alphaville-Sänger Marian Gold kooperierte.

## Diskografie

### Solo
Alben
- 2020: Waking Up in a Different World (als Renard)

Produktionen
- 2001: Nocomment – I Won’t Cry

Remixe
- 2004: D.-Pressiv – In einer leeren Welt (Remix)
- 2004: D.-Pressiv – Weg ohne Wiederkehr (Remix)
- 2004: D.-Pressiv – Schuldgefühle (Remix)
- 2011: Parralox – Acrimony (Markus Reinhardt Version)
- 2011: Mesh – From This Height (Remix by Markus Reinhardt of Wolfsheim)

### Mit Bands
Care Company
- 2001: In the Flow (Album)
- 2001: Gain Again (Single)
- 2001: Untitled (Single)
- 2001: Dolphins (Single)

Comfortable Cave Goodbye
- 2010: Travel in Time (Single)

Nefkom
- 1993: Transit (EP)
- 1994: Da Da Da (Single, feat. DJ Ghandi)

Neustart
- 1997: Der genetische Traum (Album)

Wolfsheim